# 高野聖 (漫画家)
高野 聖（たかの せい、1973年-）は、日本の漫画家。仙台市出身。

## 来歴
2006年電撃イラスト大賞で金賞を受賞。その後、2010年、第2回ゼロサムコミック大賞奨励賞を受賞。
2010年、第3回MFコミック大賞フラッパー賞を『Oh,マイ☆りりか！』で受賞、コミックフラッパー2010年8月号に掲載された。
2011年2月号に『Oh,マイ☆りりか！2』が掲載される。
2012年12月号、『コミックフラッパー』にて『ごはん しよ!』を連載開始。2013年4月にコミックス1巻が発売される際には三省堂書店カルチャーステーション店（千葉市）にて原画展が開催された。
2016年11月から『異世界薬局』のコミカライズを『コミックウォーカー』および『ニコニコ静画』で連載開始。

## 作品リスト

### 漫画作品
- Oh,マイ☆りりか！（『コミックフラッパー』2010年8月号）
- Oh,マイ☆りりか！2（『コミックフラッパー』2011年2月号）
- 『異世界薬局』KADOKAWA〈MFC〉既刊11巻（原作：高山理図、キャラクター原案：keepout、『コミックウォーカー』、『ニコニコ静画』、2016年11月 - 連載中）
- 『ごはん しよ！』メディアファクトリー〈MFコミックス フラッパーシリーズ〉全2巻（『コミックフラッパー』2012年12月号[7] - 2013年11月号）
  1. 2013年4月23日発売[8]、ISBN 978-4-8401-5052-1
  2. 2013年11月22日発売[9]、ISBN 978-4-04-066118-6

### その他
- 『電撃hp』48～50号「絵筆の囁き」（イラストコラム）